# Bandiera del Daghestan
La bandiera della Repubblica del Daghestan è stata approvata dal parlamento della repubblica federale il 26 febbraio 1992.

## Descrizione
La bandiera della Repubblica del Daghestan è di forma rettangolare, con tre bande orizzontali di colore: verde, blu e rosso. La proporzione della bandiera è di 2:3
Il verde rappresenta la terra del Daghestan e la religione musulmana (la maggioranza dei daghestani è di religione sunnita). Il blu, rappresenta il colore del mare (la parte orientale della Repubblica è bagnata dal mar Caspio). Il rosso rappresenta la democrazia.